# Wapiennik (budowla)

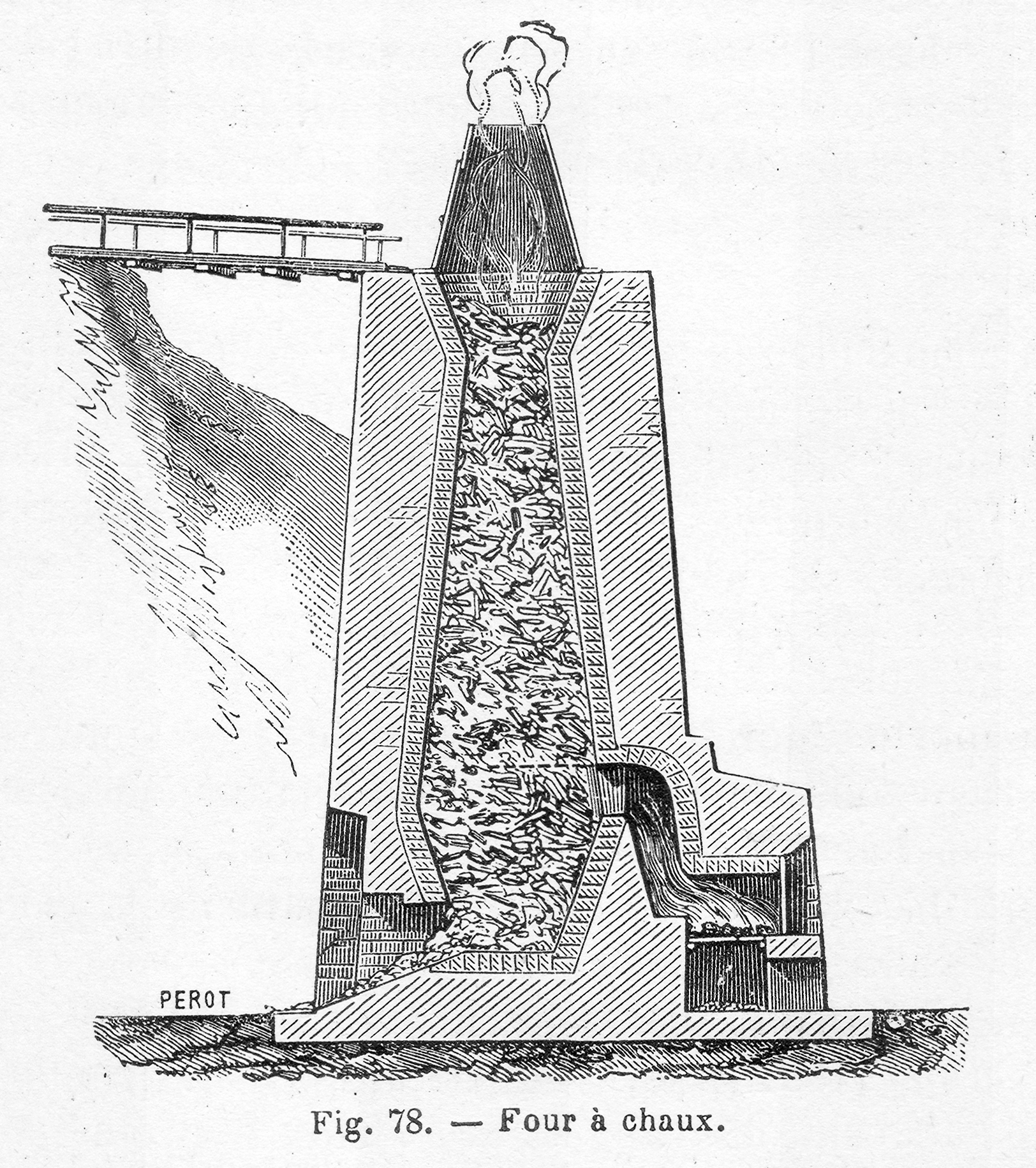
Schemat pieca wapiennego

Wapiennik (także: piec wapienniczy lub piec wapienny) – piec szybowy, przeznaczony do wypalania skał wapiennych, w celu uzyskania z nich wapna palonego.
Na terenie Małopolski nazywa się tak również kamieniołom wapienia.

## Technologia wypalania wapienia
Wapienniki rozgrzewano do temperatury 900–1000 °C najczęściej pozyskiwanym z pobliskich lasów drewnem lub węglem kamiennym (także torfem). Wkład ładowany był od góry za pomocą prostych, drewnianych konstrukcji.
Piec pracował w sposób ciągły. Otwór w górnej części szybu zasypywano na przemian warstwami kamienia wapiennego i paliwa. Wsad obsuwając się w dół szybu pieca był podgrzewany spalinami ze strefy wypału, następnie węgiel ulegał zapaleniu; natomiast w strefie wypalania, gdzie temperatura dochodziła do 1200 °C, wapień ulegał rozkładowi według reakcji:
CaCO3 + ciepło → CaO + CO2
Szyb pieca wapiennego w swojej górnej części miał nadbudowany zwężający się komin z cegły, w celu uzyskania większego ciągu i szybszego przebiegu procesu wypalania. Ponieważ proces ten wymaga utrzymania wysokiej temperatury, szyb pieca izolowany był z zewnątrz warstwą ziemi. Ściany wapiennika wzmacniano dodatkowo grubymi, metalowymi prętami. Wypalany surowiec zsypywał się w dół szybu w przeciwprądzie do ruchu gorącego powietrza.
Wytworzony w procesie rozkładu dwutlenek węgla uchodził do atmosfery ze spalinami, a wapno palone ochłodzone w dolnej części pieca, było wybierane przez dolny szyb jako gotowy produkt.

## Galeria

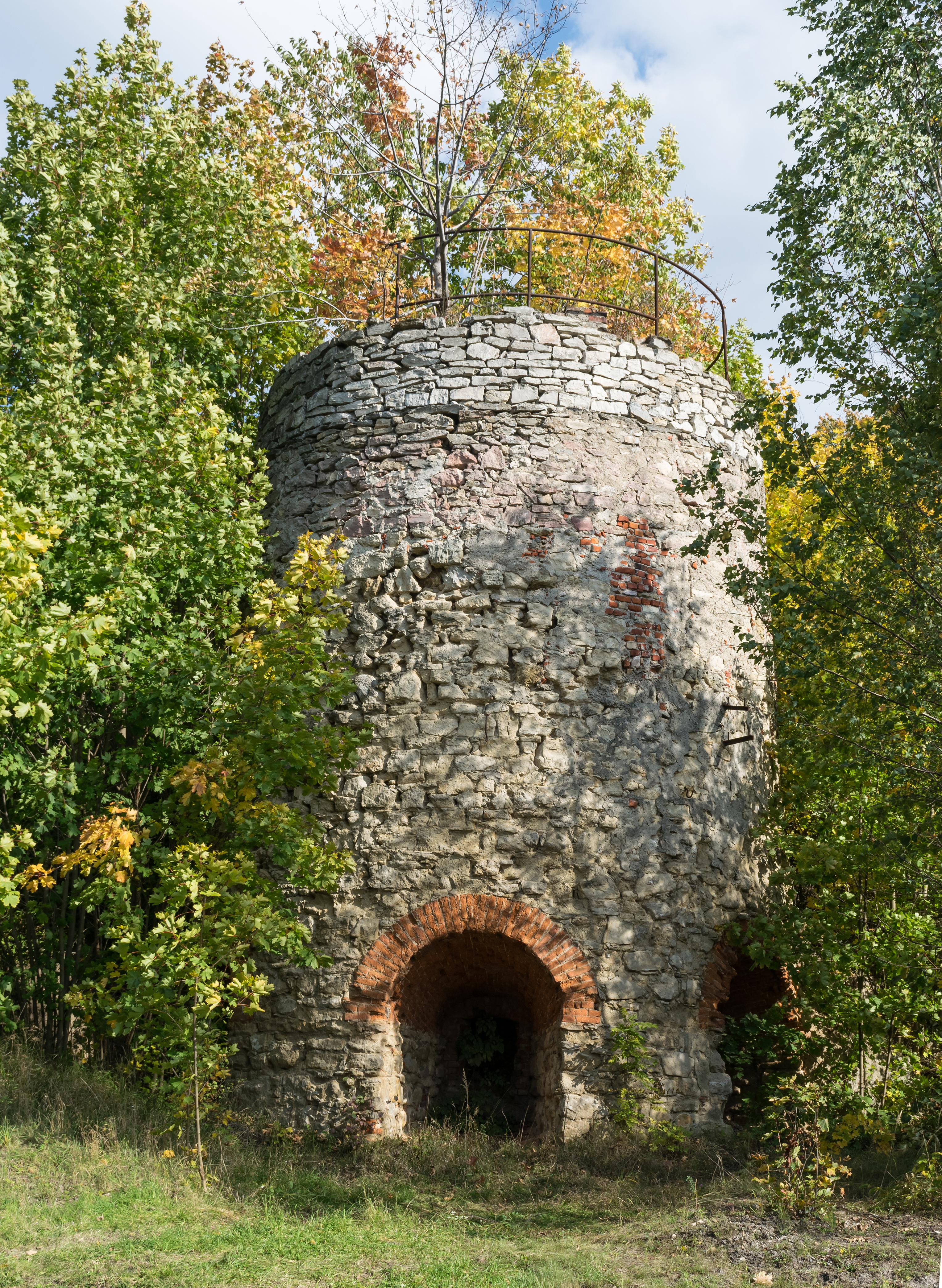
Wapiennik w Mielniku
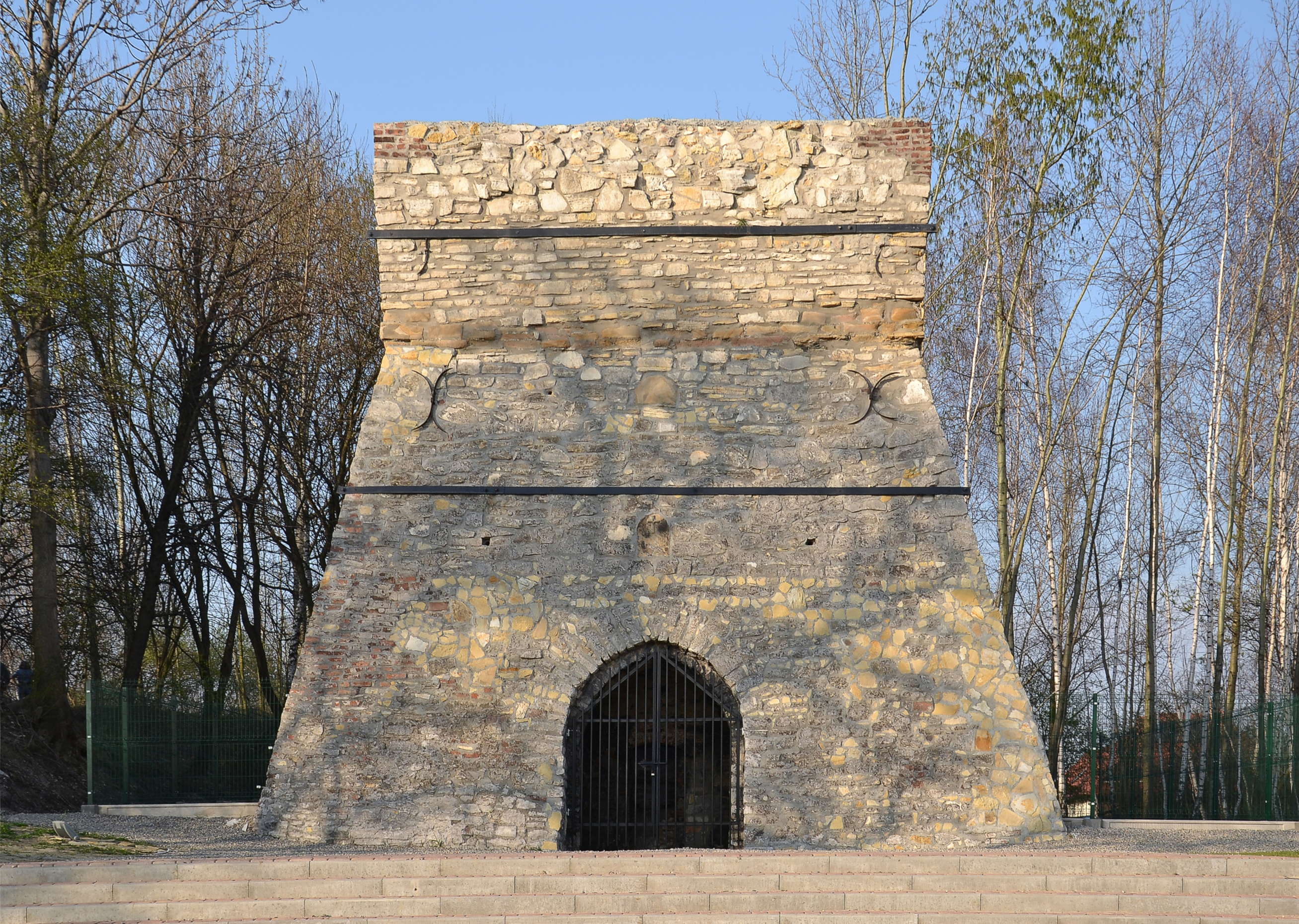
Wapiennik w Mokrych
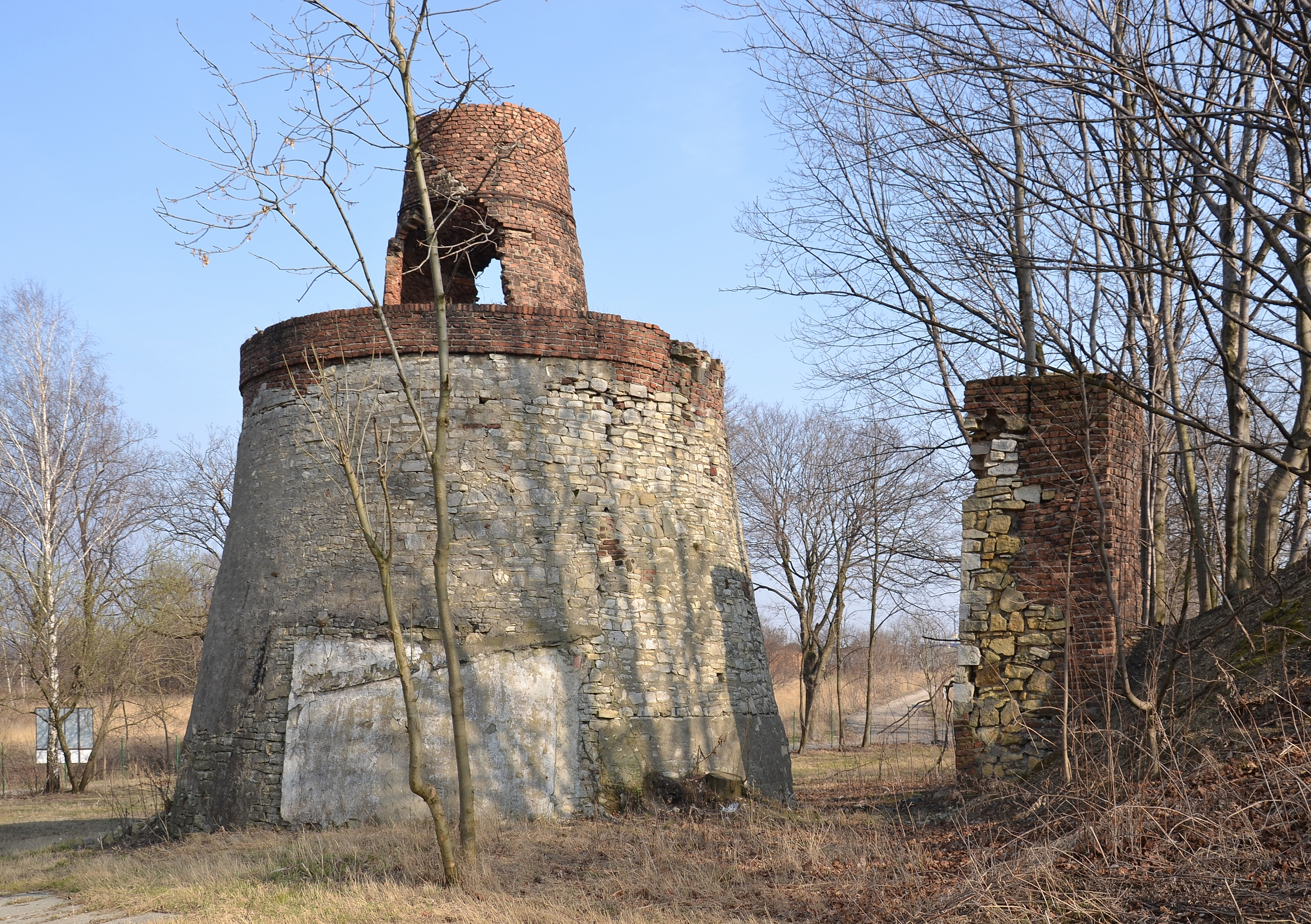
Wapiennik w Mokrych
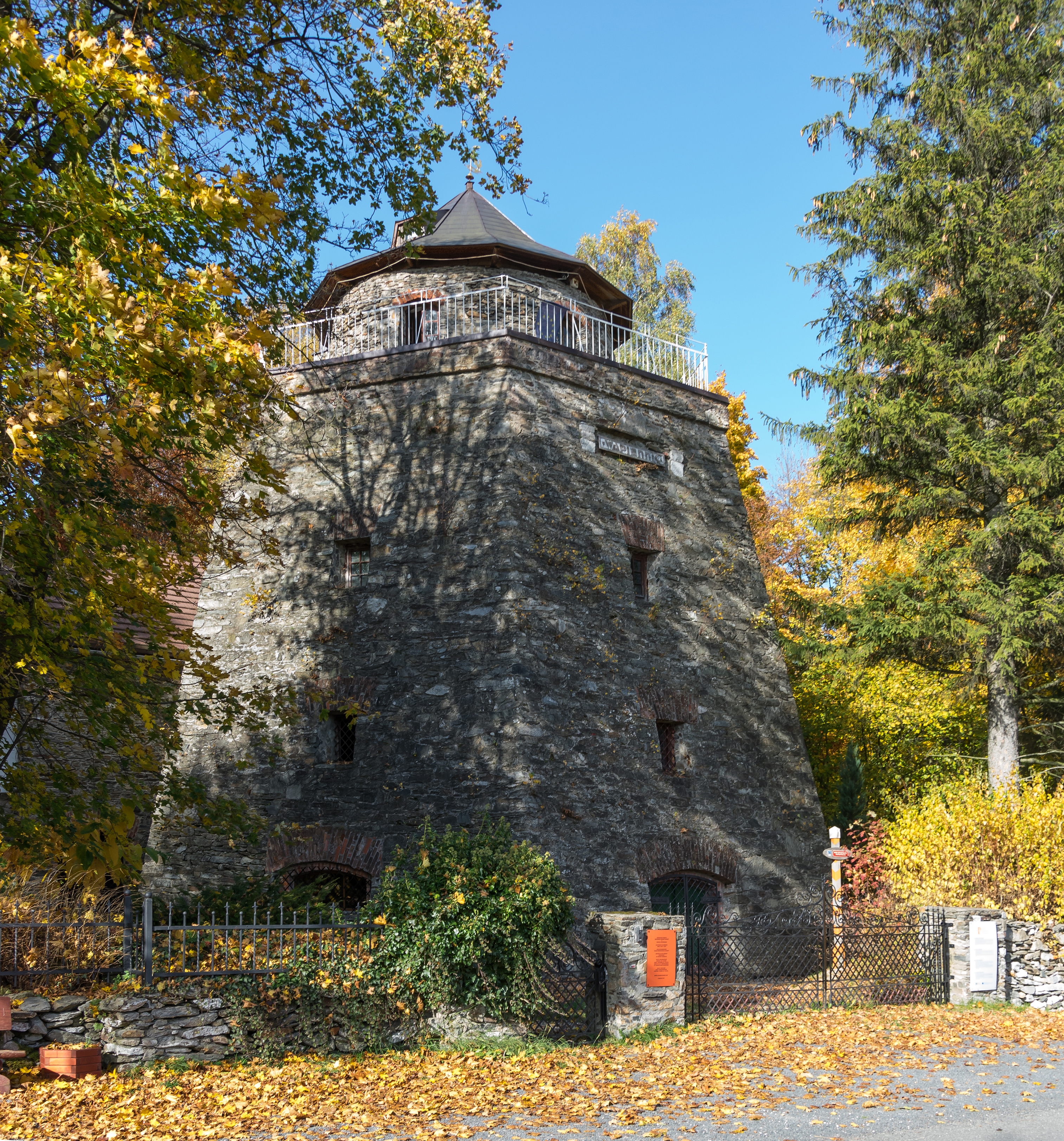
Wapiennik w Starej Morawie
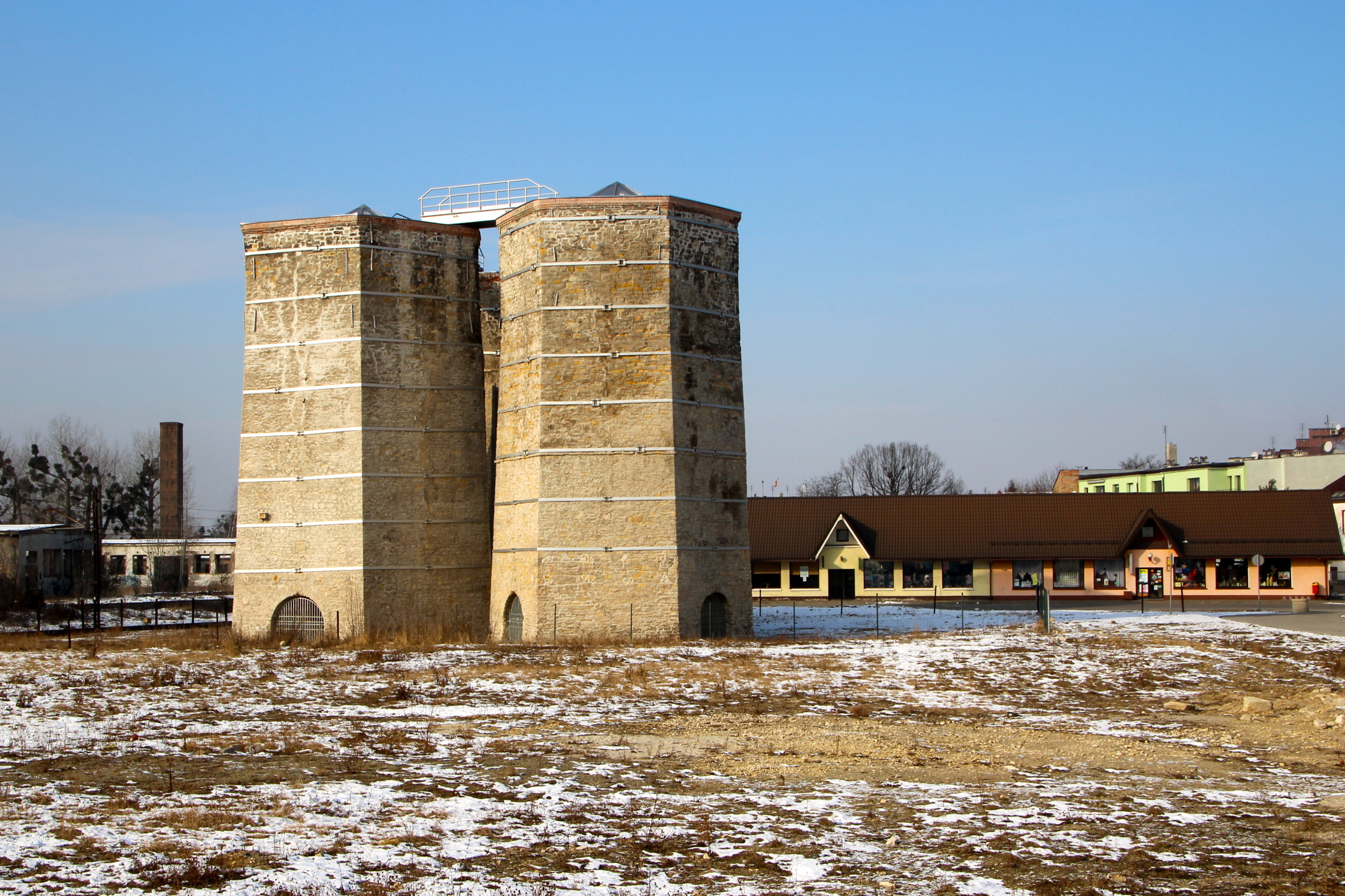
Wapiennik w Gogolinie
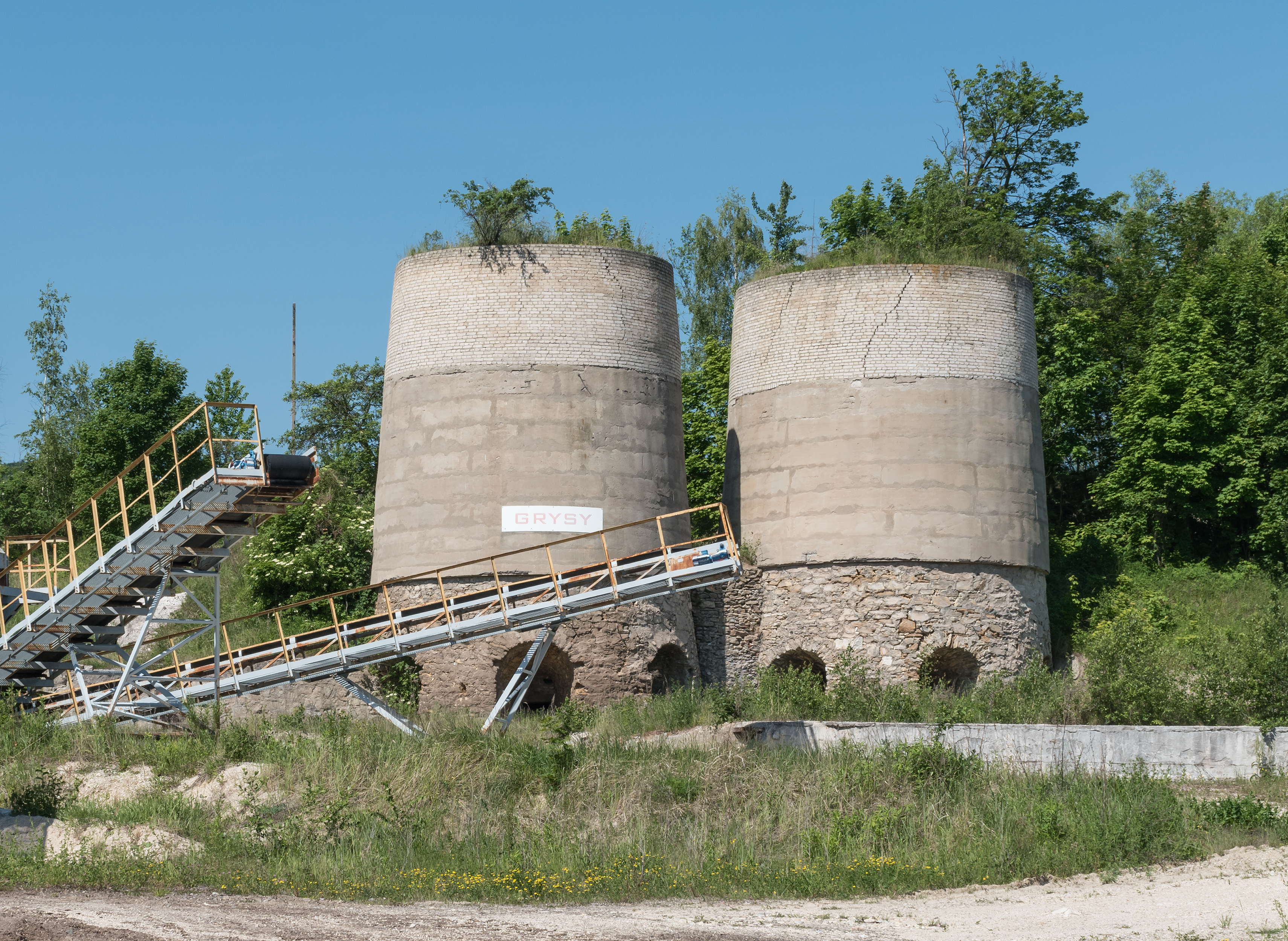
Wapienniki w Żelaźnie
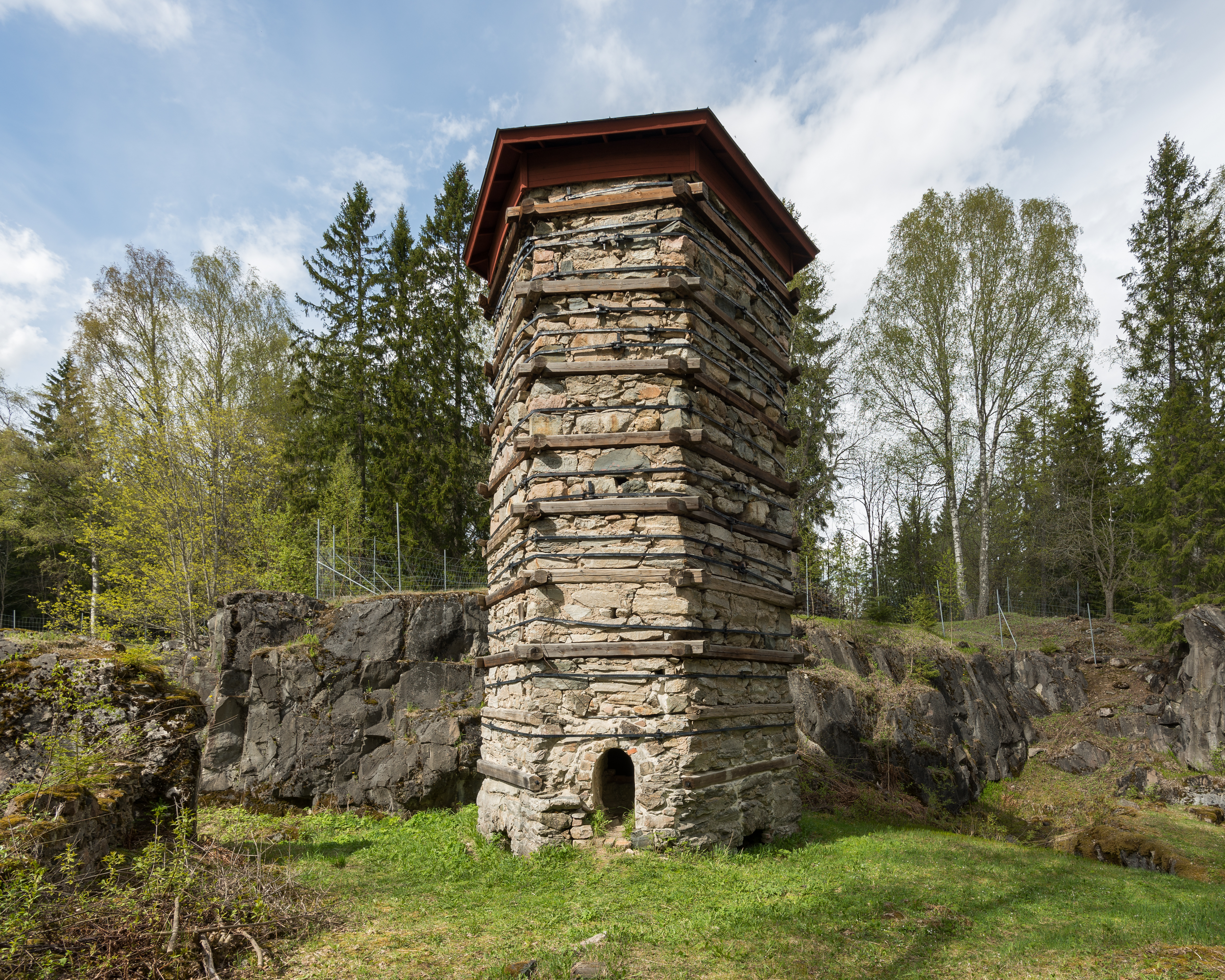
Wapiennik w Finnhyttan (Szwecja)
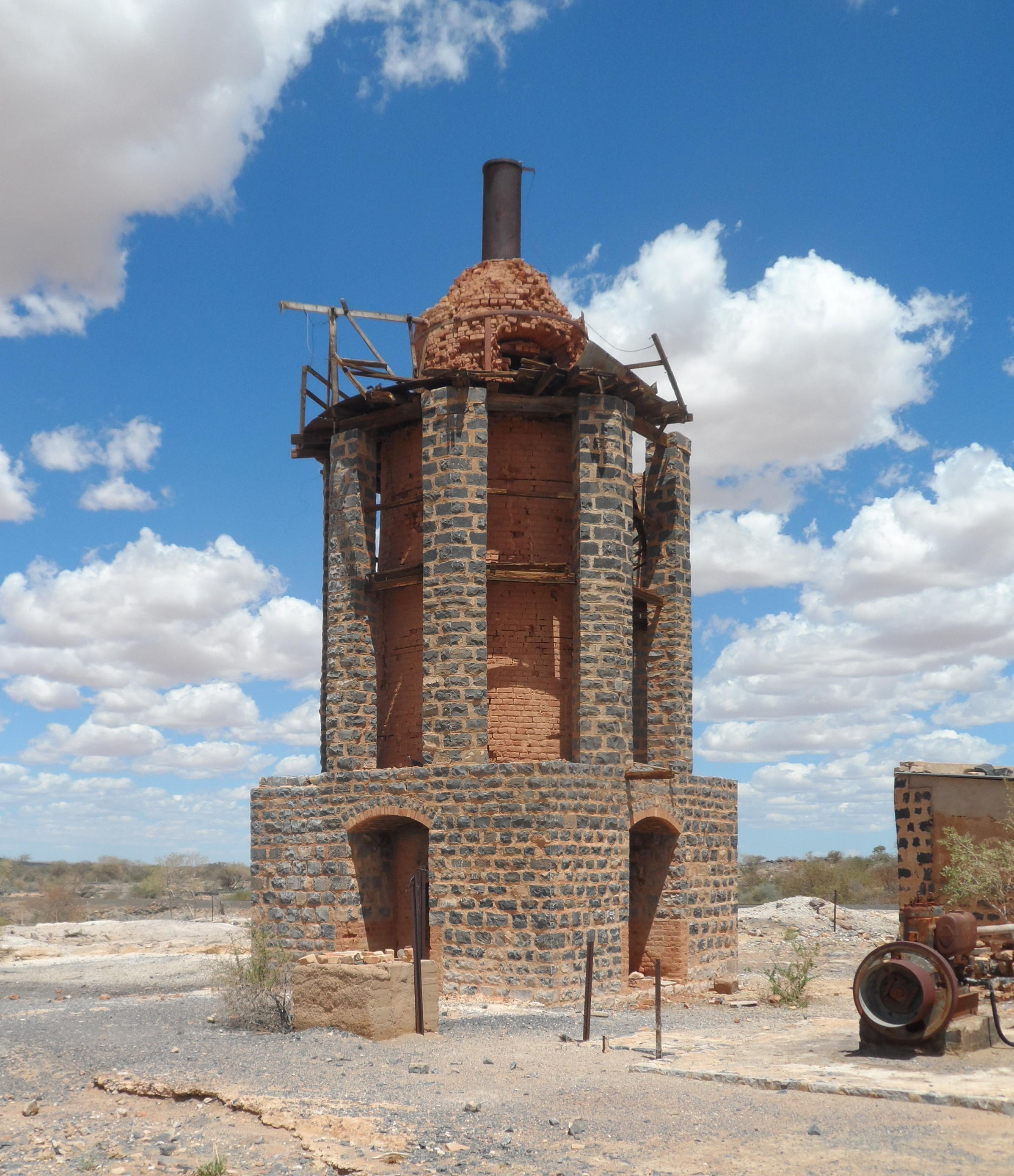
Wapiennik w Namibii
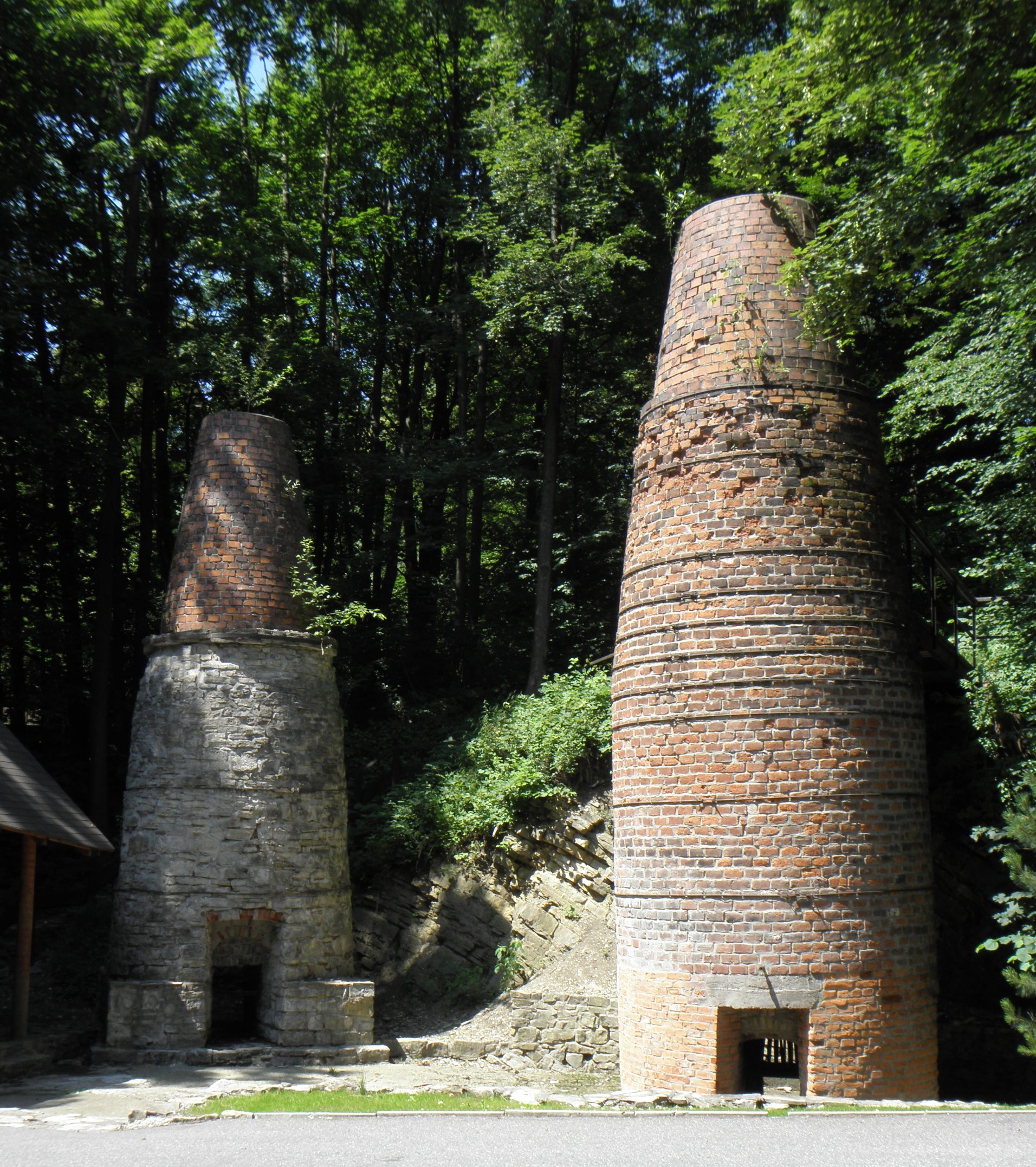
Piece wapienne w Wędryni (Czechy)